# ارمنیک
ارمنیک (به ترکی استانبولی: Ermenek) شهری است در کشور ترکیه که در استان کارامان واقع شده‌است. جمعیت این شهر بر اساس سرشماری سال ۲۰۰۸ میلادی ۱۰٬۶۰۹ نفر و بر اساس برآوردهای سال ۲۰۰۹ میلادی ۱۰٬۵۳۵ نفر می‌باشد.